# Malomirovo
Malomirovo (bulgariska: Маломирово) är ett distrikt i Bulgarien.   Det ligger i kommunen Obsjtina Elchovo och regionen Jambol, i den sydöstra delen av landet, 280 km öster om huvudstaden Sofia.
Trakten runt Malomirovo består till största delen av jordbruksmark. Runt Malomirovo är det mycket glesbefolkat, med 7 invånare per kvadratkilometer.